# Henryk Sienkiewicz
Henryk Adam Aleksander Pius Sienkiewicz [ˈxɛnrɨk ˈadam alɛˈksandɛr ˈpʲus ɕɛnˈkʲevʲitʂ]IPA (5. května 1846, Wola Okrzejska – 15. listopadu 1916, Vevey, Švýcarsko), byl polský spisovatel, nositel Nobelovy ceny za literaturu z roku 1905. Největší slávu získal svými historickými romány, týkajícími se polských a křesťanských dějin. Představitel polského pozitivismu. Psal rovněž pod pseudonymem Litwos.

## Život
Sienkiewicz se narodil roku 1846 ve vesnici Wola Okrzejska v Łukówském kraji. Pocházel ze středního šlechtického stavu. Jeho rodiče byli Józef Sienkiewicz (1813–1896) a Stefania roz Cieciszowska Sienkiewicz (1820–1873). Józef Sienkiewicz byl zámožným statkářem.
Sienkiewicz měl pět sourozenců: staršího bratra Kazimierze (účastníka lednového povstání, pak emigranta, který zemřel v roce 1871 ve francouzsko-pruské válce) a čtyři sestry. Své dětství prožil mezi vesnickým lidem, což se projevilo nejen v námětech jeho povídek, ale i celým založením jeho povahy a sociálních názorů. Od roku 1858 studoval na gymnáziu ve Varšavě, ale studium několikrát přerušil a živil se jako domácí učitel. Roku 1861 byl Sienkiewiczův otec donucen svůj statek prodat a přestěhovat se do Varšavy s celou rodinou. Sienkiewicz v roce 1866 zahájil univerzitní studia na právnické fakultě, na přání rodičů přestoupil na lékařskou fakultu a nakonec začal studovat filologii a historii. Poté, co carské úřady zavřely Hlavní školu s polským jazykem, pokračoval ve studiu na rusky mluvící univerzitě ve Varšavě, kterou opustil bez diplomu v roce 1871, když se mu nepodařilo složit zkoušku z řečtiny. Studium dějin mu poskytlo nejvíc námětů pro rozsáhlé literární dílo, prodchnuté autorovým hlubokým pochopením pro neustálé, často krvavé úsilí vlastního národa o znovunabytí svobody a sociální spravedlnosti.

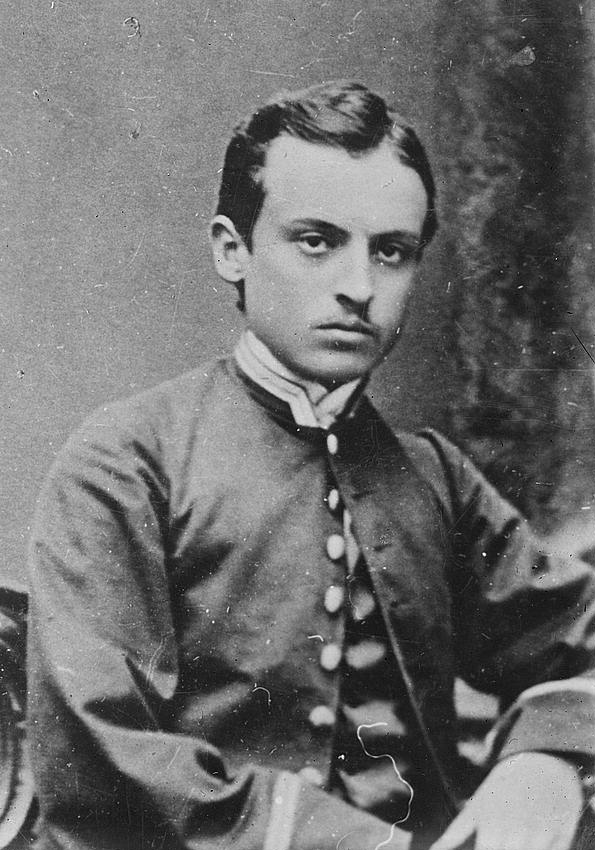
Sinkiewicz v roce 1869

Doba jeho studií byla v Polsku obdobím nástupu kritické generace pozitivistů, kteří tehdy formovali svůj program. Sienkiewicz, který již od mládí velmi četl, se úspěšně včlenil do pozitivistické publicistiky. Jako novinář debutoval roku 1869. Pod pseudonymem Litwos psal divadelní a literární recenze a eseje pro noviny Gazeta Polska a Niwa, kde od roku 1874 vedl literární rubriku. V roce 1872 vyšly jeho první prózy: povídky Humoreski z portfolia (Humoresky ze zápisků Worszyłły) a román Na zmar (Na marne). V letech 1875–1877 byly postupně vydány povídky Stary słuha (1875), Hania (1876) a Selim Mirza (1877), které jsou známé jako Malá trilogie. V příbězích ze života šlechty se objevují stejné postavy hlavních hrdinů. Svým významem získaly převahu nad jeho novinářskou tvorbou.
Obzory si Sienkiewicz rozšiřoval také zahraničními cestami. Navštívil Německo, Belgii, Francii a Anglii. V roce 1876 se vydal se skupinou přátel na dlouhou cestu do Spojených států, kde žil romantickým životem jako jeden z členů fourierovské komunity mladých lidí uprostřed přírody jižní Kalifornie. Z tohoto období pocházejí Dopisy z cesty do Ameriky, publikované v novinách Gazeta Polska, které získaly uznání a širokou popularitu u čtenářů. Pod vlivem pozitivismu se začal zabývat problémy současného života a ve svých prózách kritizoval sociální situaci i národnostní útlak. Napsal obraz současné polské vesnice Črty uhlem (1876) a po návratu do vlasti řadu próz inspirovaných pobytem v zámoří: Komedie omylů (1878), Přes stepi (1879), Za chlebem (1880), V zemi zlata (1881), Strážce majáku (1881), Paměť Maripody (1882), Sachem (1883). Byl autorem mnoha črt, povídek a novel, v podstatě realistických obrazů ze života, ve kterých na jedné straně vykreslil obraz bídy a zaostalosti nižších společenských vrstev a na druhé straně problematické, vnitřními rozpory zmítané postavy inteligentů, snažících se o nápravu.

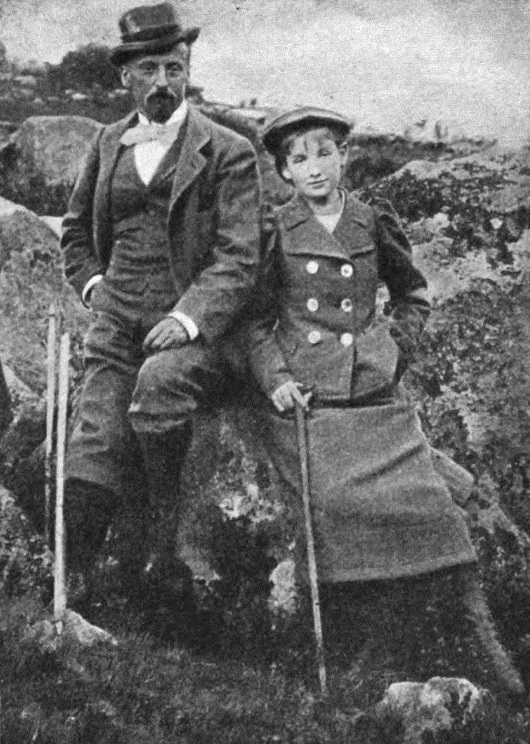
Henryk Sienkiewicz s dcerou Jadwigou, 1897

Do Evropy se vrátil v roce 1878, pobýval nejprve v Londýně a potom žil rok v Paříži. Po návratu do Polska využil své popularity k pořádání přednášek v různých městech a v této době se seznámil s Marií Szetkiewiczovou, která se v srpnu 1881 stala jeho manželkou. Pod jejím vlivem a vlivem vlasteneckého tchána se začal více zajímat o polské dějiny. V roce 1880 napsal historické dílo Tatarské zajetí a pracoval na historickém románu Ohněm a mečem, který znamenal přelom v jeho tvůrčím i občanském vývoji. Román z období ukrajinského kozáckého povstání Bohdana Chmielnického proti polskému státu začal vycházet v květnu 1883 v časopisech a získal si široký okruh čtenářů. Sienkiewicz pokračoval dalším historickým románem, jehož příběh vylíčil na pozadí vpádu švédských vojsk na polské území za panování krále Jana Kazimíra. Román pod názvem Potopa byl publikován postupně od prosince 1884 do září 1886 v časopise Słowo, ve kterém se stal hlavním redaktorem. Bylo to těžké období v osobním životě spisovatele, protože v roce 1885 zemřela jeho manželka na tuberkulózu ve věku 31 let. Z tohoto manželství se narodily dvě děti: syn Henryk Józef (1882–1959) a dcera Jadwiga Korniłowiczowa (1883–1969). V letech 1887–1888 vycházel na pokračování román Pan Wołodyjowski, poslední část historické trilogie. Trilogie z polských dějin 17. století pozvedla Sienkiewicze na vrchol popularity a učinila z něj nejčtenějšího polského spisovatele. Objevily se však i kritické výhrady k jeho pojetí některých historických událostí, zejména v první a třetí knize.
Sienkiewicz často cestoval, hodně času trávil v Zakopaném, ale jezdil i do ciziny. Ze Zakopaného podnikal výlety do slovenských Tater, na Spiš a Oravu. Několikrát pobýval na Moravě ve Vranově, na panství Stadnických, léčil se v Trenčianských Teplicích a v Karlových Varech. V roce 1888 navštívil Španělsko, v lednu 1891 se vydal na loveckou výpravu do Afriky a své zážitky popsal v Dopisech z Afriky.  Současně pracoval na svých dalších románech. V roce 1891 vyšlo knižní vydání novely Bez dogmatu, které již dříve vycházelo na pokračování v časopise Slowo. Dne 9. května 1893 byl zvolen zahraničním aktivním členem filologické fakulty Císařské akademie umění a věd v Krakově. V listopadu 1893 se Sienkiewicz oženil s Marií Wołodkowiczovou, která byla téměř o 30 let mladší, ale manželství trvalo jen velmi krátce. V roce 1896 Sienkiewicz získal papežské potvrzení o neexistenci svátosti manželství. V roce 1895 dokončil román Rodina Polanieckých a o rok později vyšel román Quo vadis, který mu přinesl celosvětovou slávu. Časopisecky vycházel v letech 1894–1896 a jeho knižní vydání bylo přeloženo do mnoha světových jazyků. Román o pronásledování křesťanů v Římě za vlády císaře Nerona významně přispěl k tomu, že Sienkiewiczovi byla v roce 1905 udělena Nobelova cena za literaturu jako prvnímu slovanskému spisovateli. Mezi lety 1897–1900 pracoval na novém historickém románu Křižáci, připomínajícím hrdinské války polských králů proti řádu německých rytířů v 15. století. Téma souznělo s aktuální situací po pruském záboru Polska a Sienkiewicz jím chtěl podnítit pocit národní slávy a hrdosti. Sienkiewicz měl silné vlastenecké a sociální cítění. Byl iniciátorem řady kulturních a sociálních akcí, bojoval proti germanizaci západního polského území, byl propagátorem znovuobnovení celistvého a nezávislého Polska. 

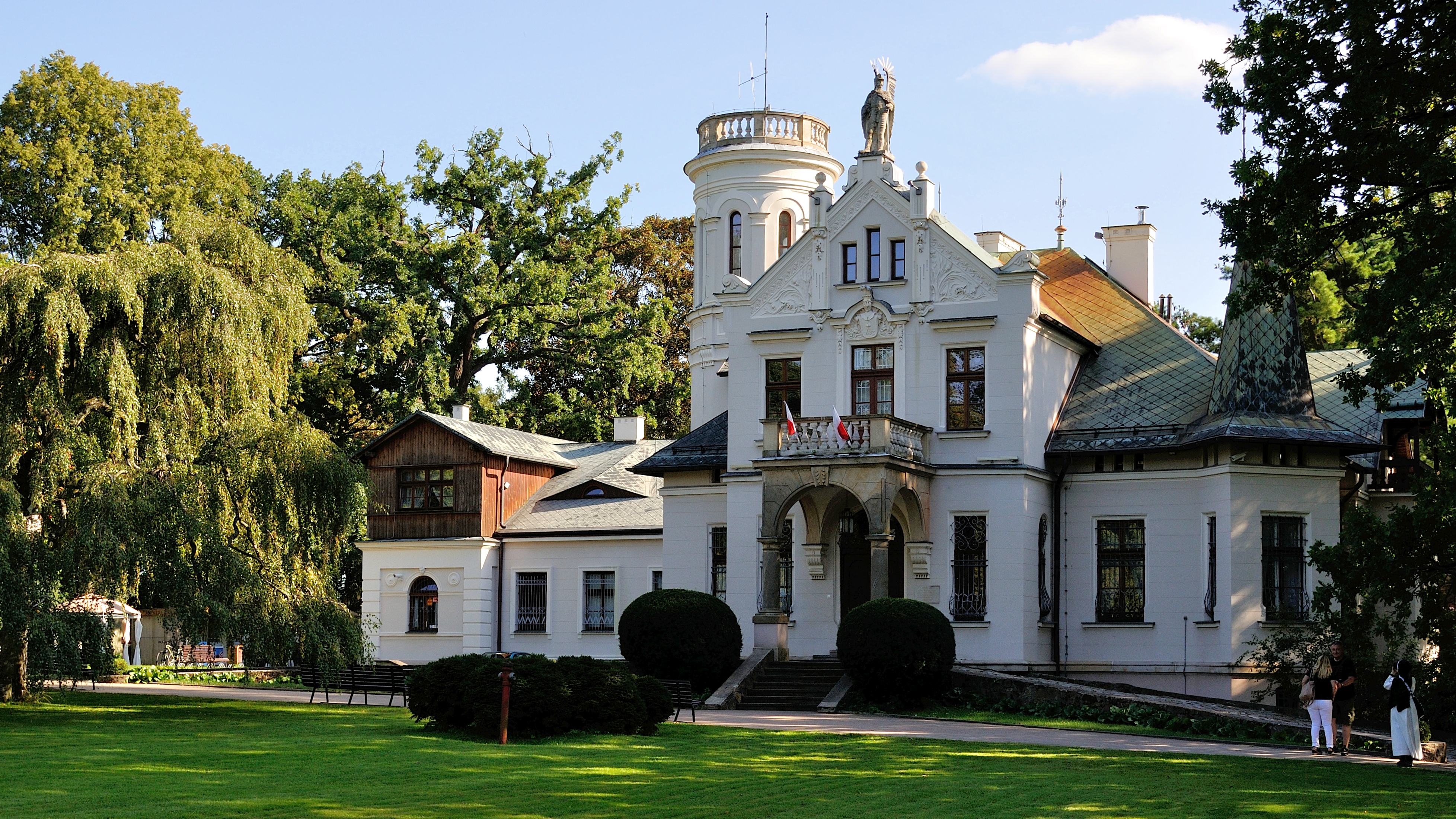
Zámeček v Oblegorku, (dnes muzeum Henryka Sienkiewicze)

Stal se oblíbeným a uznávaným doma i v zahraničí. V roce 1900 spisovatel, který se ve své vlasti těšil veliké úctě a byl považován za duchovního otce polského národa, oslavil 30. výročí své literární činnosti. Vděčný národ mu daroval statek Oblegorek nedaleko Kielců, zakoupený z veřejných darů. Sienkiewicz v Oblegorku nechal založit útulek pro děti, využíval své autority k získání peněz pro hladovějící od krajanů v zahraničí. Za peníze, které mu neznámý obdivovatel poslal po napsání Trilogie, zřídil nadaci pro polské umělce ohrožené tuberkulózou. Část odměny za Nobelovu cenu věnoval na propagaci polské literatury ve Švédsku. Vysokých poct a vyznamenání se mu v té době také dostávalo od vědeckých institucí domácích i zahraničních, od spolků, univerzit i soukromých osob. Byl jedním ze zakladatelů polské vzdělávací společnosti v roce 1905, Společnosti vědeckých kurzů a Tajné pedagogické společnosti ve Varšavě, Polské historické společnosti ve Lvově. V červnu 1900 byl zvolen zahraničním členem České akademie vzdělanosti a Srbské akademie věd a umění.

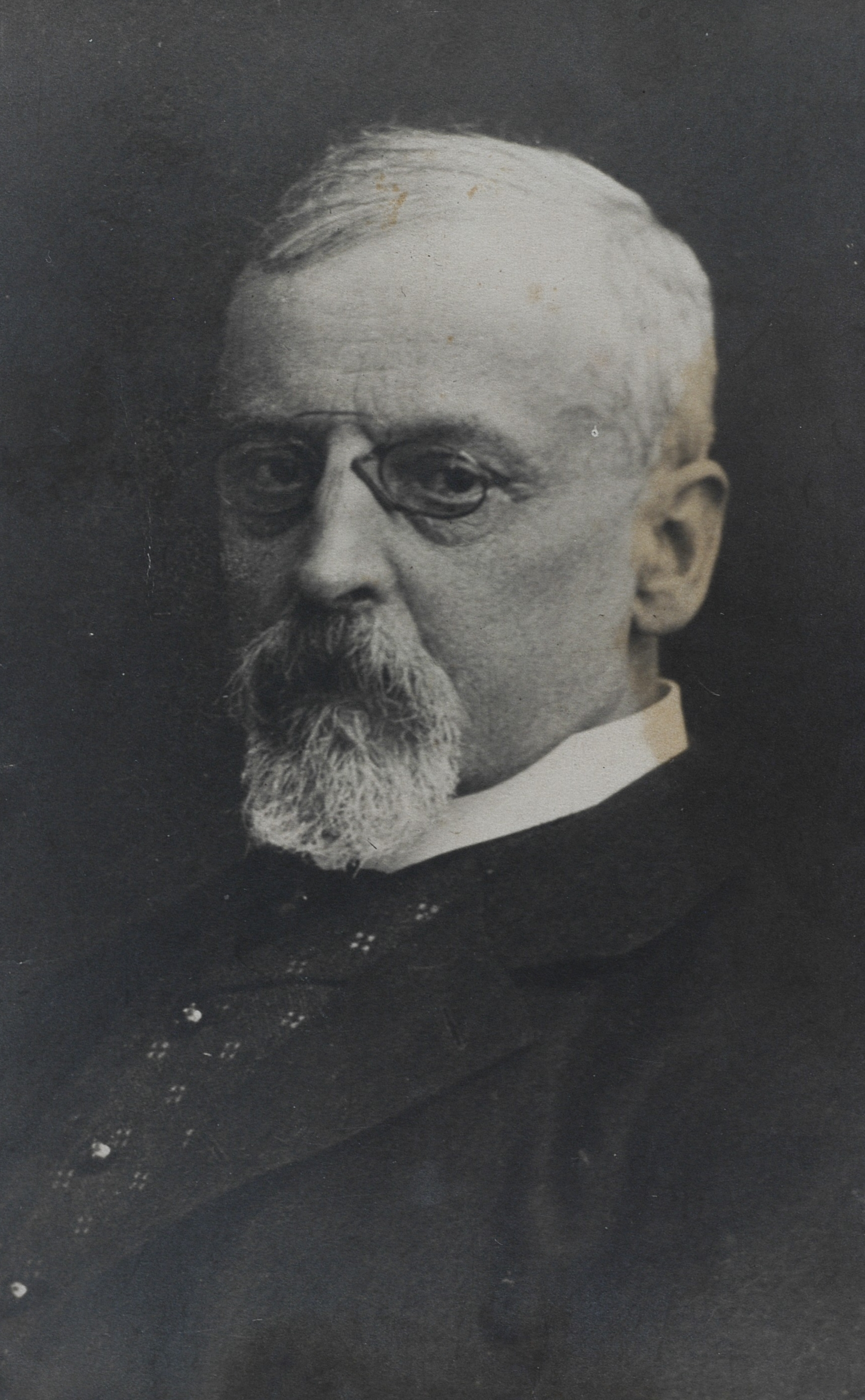
Henryk Sienkiewicz kolem roku 1910

Léta před první světovou válkou žil většinou na venkově, přes zimu pobýval ve Varšavě. V roce 1904 se potřetí oženil, manželství s Marií Babskou trvalo až do spisovatelovy smrti. Začal pracovat na historickém románu Na poli slávy (1903–1909), který měl být začátkem nové trilogie. Během revoluce roku 1905 psal články a výzvy požadující autonomii pro Polské království a vyzývající k národnímu znovusjednocení. V roce 1910 v časopise Kurier Warszawski začaly vycházet první epizody nového románu Pouští a pralesem, určeného mládeži. Knižně vyšel v roce 1912.     
Po vypuknutí první světové války Sienkiewicz odešel v září 1914 do Švýcarska. Usadil se ve městě Vevey, odkud spolu s Ignacem Janem Paderewskim organizoval pomoc polským obětem války.
Zemřel 15. listopadu 1916 na infarkt a byl pohřben ve Vevey. Spisovatel zemřel, aniž by dokončil práci na svém posledním díle – románu z napoleonské doby Legie  (dílo vyšlo posmrtně v roce 1918). V roce 1924 byla urna s jeho popelem slavnostně převezena do rodné vlasti. Cestou přes Švýcarsko, Rakousko a Československo mu občané vzdávali hold. V Praze byly jeho ostatky vystaveny v Panteonu Národního muzea a jeho památku přišlo uctít několik tisíc lidí. Zastavení v Praze přispělo k oživení československo–polských vzájemných vztahů.  27. října 1924 se ve Varšavě konal ceremoniál, na kterém prezident Wojciechowski pronesl vzpomínkový projev. Nakonec byl popel uložen do speciálně připraveného sarkofágu v kryptě katedrály sv. Jana.  

## Dílo

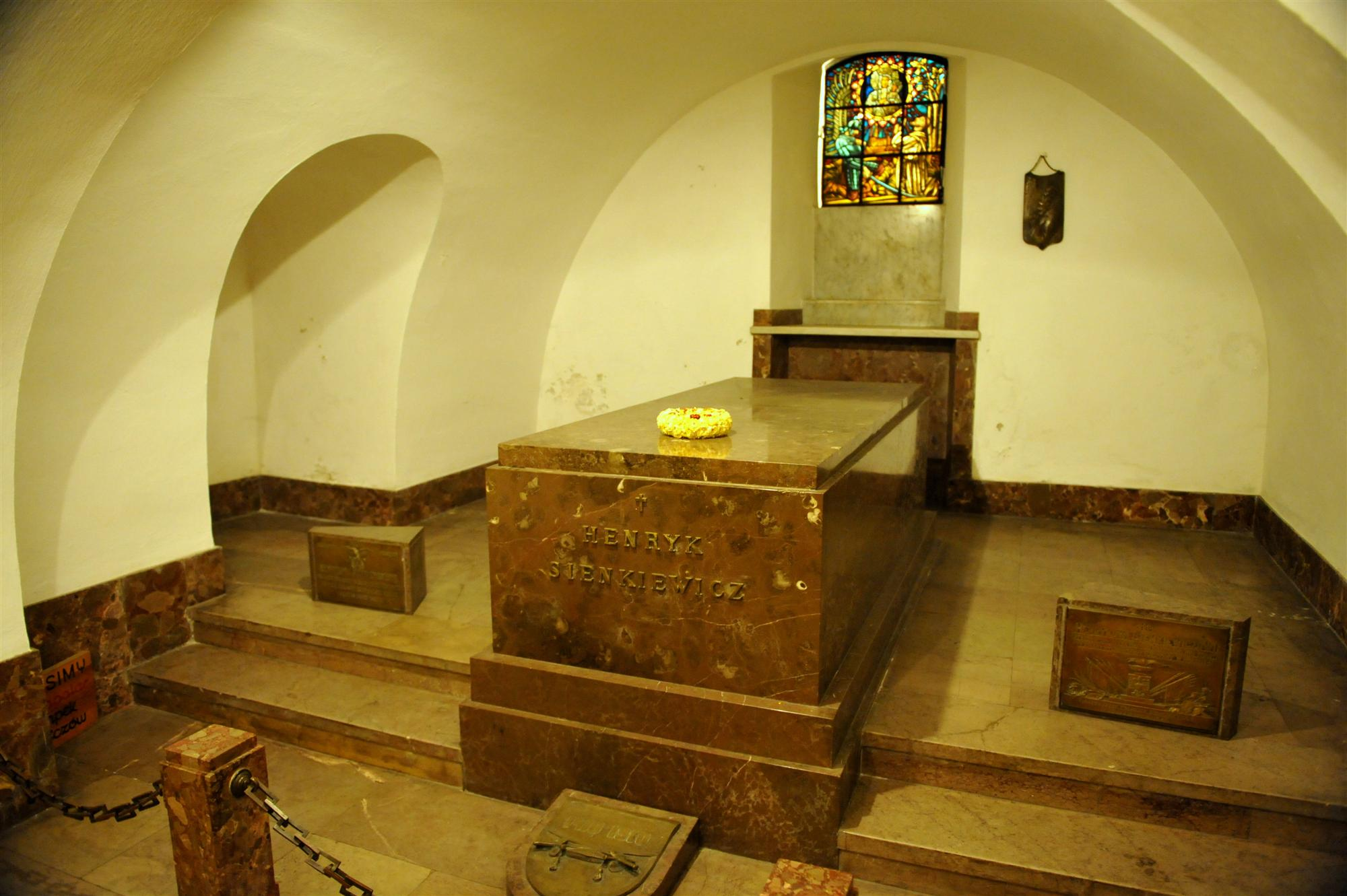
Sienkiewiczův náhrobek v katedrále sv. Jana ve Varšavě

Literární tvorbu zahájil realistickými povídkami a novelami, v nichž popsal těžké sociální podmínky života na venkově (Promarněno, Bartek vítězem). Napsal jich přes čtyřicet. Později do jeho prózy pronikaly romantické prvky (Strážce majáku, Starý sluha, Hania, Selim Mizra) i humorné tóny (Ta třetí, Humoresky ze zápisků Voršily). Ze svých cest pak čerpal náměty pro exotické dobrodružné romány a cestopisy: Americké listy (1876–1878), Listy z Afriky (1892) nebo dobrodružný román pro mládež Pouští a pralesem (1892).
Od začátku 80. let 19. století v jeho tvorbě převažují historické romány, v nichž projevil velké vypravěčské umění a vlastenectví. Jejich cílem bylo posílit národní sebevědomí Poláků a oživení dávné polské slávy. Čerpal z historických pramenů a vytvářel poutavé příběhy, v nichž osudy hlavních postav jsou plynule spojovány s plastickými bojovými scénami a dobovým pozadím. Romanticky pojatá díla z polské minulosti, v nichž oslavil hrdinství, čest a věrnou lásku, mu přinesla velkou popularitu u domácích čtenářů. Nejrozsáhlejší je trilogie z polských dějin 17. století, kterou tvoří romány Ohněm a mečem (1883–1884), Potopa (1886) a Pan Wolodyjowski (1887–1888). V románu Křižáci (1897–1900) pak vylíčil boje s řádem německých rytířů a jejich konečnou porážku na počátku 15. století. Celosvětový úspěch dosáhl s románem Quo vadis? (1896) o pronásledování křesťanů ve starém Římě.

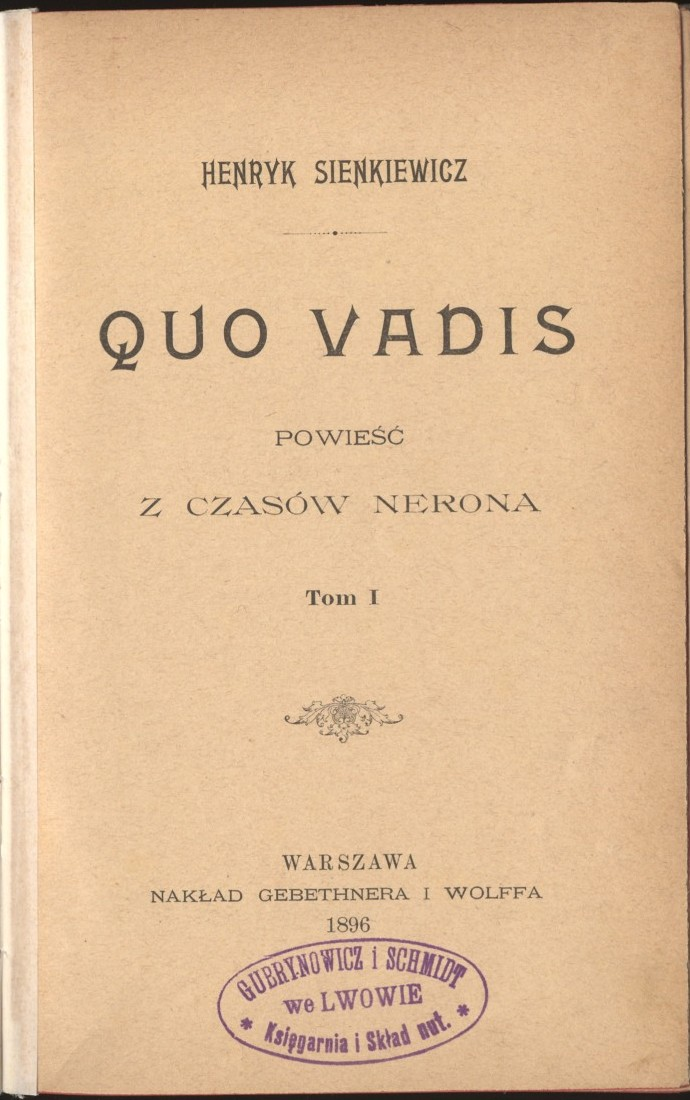
Quo vadis, první vydání z roku 1896

- Na zmar (1872, Na marne), česky též jako Vniveč, povídka ze studentského života,
- Humoresky ze zápisků Voršily (1872, Humoreski z teki Worszyły), obsahující Nikdo není doma prorokem (Nikt nie jest prorokiem między swymi) a Dvě cesty (Dwie drogi).
- Selanka (1875, Sielanka), povídka
- tzv. Malá trilogie (Mała trylogia), novely ze života venkovské šlechty, vyprávěné mladým šlechticem Jindřichem:
  - Starý sluha (1875, Stary sługa) – krátká charakteristika sluhy Mikuláše končící jeho smrtí
  - Haňa (1876, Hania) – milostný příběh trojúhelníku Haňa, Jindřich a Selim Mirza
  - Selim Mirza (1876) – Jindřich se Selimem bojují za Francii v prusko-francouzské válce
- Črty uhlem (1877, Szkice węglem) – tragický příběh rodiny dřevorubce Řepy, která doplatila na zvůli vrchnosti
- Komedie z omylů (1878, Komedia z pomyłek), novela,
- Po stepích 1879, Przez stepy), črta,
- Tatarské zajetí (1880, Niewola tatarska), první autorova historická novela,
- Na jednu kartu (1880, Na jedną kartę), divadelní hra,
- novely:
  - Orso (1880),
  - Z pamětí poznaňského učitele (1880, Z pamiętnika poznańskiego nauczyciela),
  - Za chlebem (1880) – Polák Vavřinec a jeho dcera Maryša se vydávají do Ameriky za vidinou lepšího života, nacházejí však pravý opak.
  - Honzík muzikant (1881, Janko muzykant) – hudební nadání Honzíka nemá kvůli jeho chudobě šanci na uplatnění.
  - Bartek vítěz (česky také Vítěz Bárta, 1882, Bartek zwycięzca) – sedlák Bárta, úspěšný voják v prusko-francouzské válce, selhává v běžném životě po návratu domů.
  - Jamioł (1882),
  - Strážce majáku (1882, Latarnik).
- Čí vinou (1883, Czyja wina), divadelní hra, česky též jako Kdo to zavinil,
- tzv. Trilogie (Trylogia), monumentální románová trilogie z polských dějin, pojednávající o jedné z nejdivočejších epoch polského království (od poloviny do 70. let 17. století), kdy Polsko bojovalo na život a na smrt s kozáky během ukrajinského Chmelnického povstání, se Švédy a Turky. Trilogie se skládá se tří samostatných děl volně na sebe navazujících a spojených některými postavami:
  - Ohněm a mečem (1884, Ogniem i mieczem),
  - Potopa (1886, Potop),
  - Pan Wołodyjowski (1888).
- novely Výlet do Athén (1888, Wycieczka do Aten), Sachem (1889), Vzpomínky z Maripozy (1889, Wspomnienia z Maripozy ), Ta třetí (1889, Ta trzecia), Salabova pohádka (1889, Salabowa bajka),
- Bez dogmatu (1891), psychologický román, kde v hlavním hrdinovi Leonu Ploszowském autor vykreslil typ vysoce inteligentního Poláka, ale zároveň změkčilého, nervosního slabocha.
- Listy z Afriky (1892, Listy z Afryki),
- novely U zřídla (1892, U źródła), Buď blahoslavena (1893, Bądź błogosławiona), Pojďme za Ním (1893, Pójdźmy za Nim), Varhaník z Ponikly (1894, Organista z Ponikły), Lux in tenebris lucet (1894, Diův rozsudek (1894, Wyrok Zeusa),
- Rodina Polanieckých (1894, Rodzina Połanieckich), psychologický román, jehož hrdina hrdina je opět typem člověka agilního, silného a podnikavého, jenž však při veškeré své inteligenci zapomíná na hlavní zdroj pravého bohatství, na vzrůstání duše.
- Quo vadis (1896), historický román o pronásledování a osudech křesťanů v době Neronově. Dílo mělo v podtextu posílit sebevědomí Poláků [zdroj?] (výjimečně krásná princezna a křesťanka Lygie i její ochránce neobyčejně silný otrok Ursus pocházeli z pozdějších polských území) v době, kdy bylo Polsko rozděleno mezi Rusko, Prusko a Rakousko. Především za tuto knihu dostal spisovatel Nobelovu cenu v roce 1905.
- Křižáci (epizody vycházely nejprve v letech 1897–1899 časopisecky na pokračování, kompletně knižně 1900, Krzyżacy), historický román z dob, kdy se rozhodoval boj mezi Polskem a Řádem Německých rytířů. Kniha vrcholí popisem bitvy u Grunwaldu, jedné z nejvýznamnějších bitev středověku vůbec, kdy polsko-litevská vojska na hlavu porazila křižáky.
- novely Plavecká legenda (1900, Legenda żeglarska), Dvě loutky (1903, Dwie łąki), Na Olympu (1903, Na Olimpie) a povídka V Bělověžském pralese (1905, Z puszczy Białowieskiej)
- Na poli slávy (1907, Na polu chwały), historický román z dob krále Jana Sobieského.
- Víry (1911, Wiry), společenský román z revolučního roku 1905.
- Pouští a pralesem (1912, W pustyni i w puszczy), česky též jako V pustinách nebo Temnou pevninou, dobrodružný román pro mládež, pojednávající o únosu dvou dětí a jejich následném útěku a putování za rodiči napříč Afrikou za časů Mahdího povstání,
- Legie (1914, Legiony), nedokončený historický román,
- Zapomenuté a nevydané spisy (1922), posmrtně vydaná díla z pozůstalosti.

## Česká vydání
- Čí vinou, Ladislav Sehnal, Jičín 1881, překlad Coelestin Frič,
- Na jednu kartu, Ladislav Sehnal, Jičín 1881, překlad Coelestin Frič,
- Pro kousek chleba : Osudy polského vystěhovalce, Papežská knihtiskárna benediktinů rajhradských, Brno 1882, překlad František Klíma,
- Na zmar, Emil Šolc, Telč 1888, překlad C. Moudrý, v tomto překladu vydalo tuto povídku ještě nakladatelství Edvard Beaufort roku 1901.
- Ta třetí, František Šimáček, Praha 1895, překlad Václav Hanus,
- Pojďme za ním, F. Šimáček, Praha 1895, překlad Julius Košnář, v tomto překladu vydalo tuto novelu ještě pražský nakladatel Václav Kotrba roku 1900.
- Na slunném pobřeží, J. Otto, Praha 1897, překlad Jaroslav Lipenský, v tomto překladu vydalo toto nakladatelství tuto novelu ještě roku 1900.[6]
- Kdo to zavinil, M. Knapp, Praha 1898, překlad Arnošt Schwab-Polabský,
- Křižáci, knižnice Přítel domoviny číslo 1 až 7, Praha 1898, překlad J. J. Langner, pouze první část. [7]
- Quo vadis, Edvard Beaufort, Praha 1898, překlad J. J. Langner, v tomto překladu vydalo nakladatelství Edvard Beaufort román ještě roku 1902[8][9][10], 1904, 1912, 1917 a 1924 a nakladatelství Kvasnička a Hampl roku 1926.
- Bez dogmatu, Edvard Beaufort, Praha 1899, překlad J. J. Langner, v tomto překladu vydalo toto nakladatelství román ještě roku 1903 a 1922.
- Potopa, Edvard Beaufort, Praha 1899, překlad J. J. Langner, v tomto překladu vydalo toto nakladatelství tento román ještě roku 1900, 1905 a 1924.
- Ohněm i mečem, Edvard Beaufort, Praha 1900, překlad Coelestin Frič, v tomto překladu vydalo toto nakladatelství tento román ještě roku 1901 a 1904.[11][12][13][14]
- Pan Wołodyjowski, Edvard Beaufort, Praha 1900, překlad J. J. Langner, v tomto překladu vydalo toto nakladatelství tento román ještě roku 1901 a 1924.
- roku 1901 vydalo pražské nakladatelství Edvard Beaufort v rámci tzv. Drobných spisů autorovy povídky a novely Bartek vítěz (přeložil Václav Kredba), Co se stalo v Sidoně (obsahuje ještě Sen, Plamének, Zvoník, Při večeři, Lux in tenebris lucet a Jeřábi), Janko muzikant (přeložil Jaro Žalov, obsahuje ještě Črty uhlem, Hlídač majáku a Z památníku poznaňského učitele), Na jasném břehu a Selanka (přeložil Vácslav Hanus a Bořivoj Prusík, dostupné online), Pojďme za ním (přeložil Václav Kredba a Bořivoj Prusík, obsahuje ještě Zevův rozsudek, Vzpomínky z Maripozy a Plaveckou legendu), Po stepích (přeložil Arnošt Schwab-Polabský), Selim Mirza (přeložil Jan Hudec), Starý sluha (přeložil Jan Hudec), Ta třetí a Sachem (přeložil Vácslav Hanus a Bořivoj Prusík), U zřídla (přeložil Jaroslav Rozvoda, Václav Kredba a Jan Hudec, obsahuje ještě Varhaník z Ponikly, Buď blahoslavena, Salabova pohádka a Orso), V zajetí tatarském a Komedie z omylů (přeložil Václav Kredba a Jaroslav Rozvoda), Za chlebem (přeložil Bořivoj Prusík) a Ze zápisků Voršily (přeložil Jaroslav Rozvoda),
- Rodina Polanieckých, Edvard Beaufort, Praha 1901, překlad Duchoslav Panýrek,[15][16]
- Dojmy z cest, Edvard Beaufort, Praha 1901, překlad Jaroslav Rozvoda,
- Listy z Afriky, Edvard Beaufort, Praha 1901, překlad Josef Paulík,
- Listy z cest, Hejda a Tuček, Praha 1901, překlad J. J. Langner,
- Skizzy, Teplice 1901, přeložil Jaro Žalov, obsahuje Janko muzikant, Črty uhlem a Hlídač majáku.
- Dvě cesty, Jan Otto, Praha 1901, překlad J. J. Langner.[17]
- Selim Mirza, Jan Otto, Praha 1901, překlad J. J. Langner,
- Křižáci, Edvard Beaufort, Praha 1902, překlad J. J. Langner, v tomto překladu vydalo toto nakladatelství román ještě roku 1903.
- Ohněm a mečem, Josef R. Vilímek, Praha 1904, překlad Augustin Spáčil, v tomto překladu vydalo toto nakladatelství tento román ještě roku 1920 a 1923.
- Jej následujme, Hradec Králové 1904, překlad Alfréd Rudolf,
- Pan Wołodyjowski, Josef R. Vilímek, Praha 1907, překlad Augustin Spáčil, v tomto překladu vyšel román ještě v nakladatelství Kvasnička a Hampl roku 1926 a 1936.
- Na poli slávy, Edvard Beaufort, Praha 1906, překlad Bořivoj Prusík,
- Potopa, Josef R. Vilímek, Praha 1906, překlad Augustin Spáčil, v tomto překladu vydalo nakladatelství Josef R. Vilímek tento román ještě roku 1911 a nakladatelství Kvasnička a Hampl roku 1926.
- Několik drobných prací, Edvard Beaufort, Praha 1908, překlad Jaroslav Rozvoda, vydáno ještě roku 1911, obsahuje Dvě loutky, Diokles, Aristoklesova příhoda (Przygoda Arystoklesa) a Na Olympu.
- Quo vadis, Josef R. Vilímek, Praha 1908, překlad Alex. J. Zdeborský, v tomto překladu vydalo toto nakladatelství román ještě roku 1921 a 1922.
- Křižáci, Josef R. Vilímek, Praha 1910, překlad Augustin Spáčil, v tomto překladu vydalo román ještě nakladatelství Kvasnička a Hampl roku 1926.[18]
- Ve vírech, Edvard Beaufort, Praha 1911, překlad Jaroslav Rozvoda,
- Quo vadis, Rokycany 1912, překlad Josef Hodek,
- V poušti a pustině, Edvard Beaufort, Praha 1912, překlad Jaroslav Rozvoda a Bořivoj Prusík,
- Orso, Vzpomínka z Maripozy, Šolc a Šimáček, Praha 1915, překlad H. Sedláček,
- Quo vadis, Šolc a Šimáček, Praha 1916, překlad Jaroslav Rozvoda, v tomto překladu vydalo toto nakladatelství román ještě roku 1921.
- V pustinách, Josef R. Vilímek, Praha 1917, překlad Jaroslav Rozvoda, v tomto překladu vydalo nakladatelství Josef R. Vilímek román ještě roku 1922 a nakladatelství Kvasnička a Hampl roku 1936.
- Legie, Josef R. Vilímek, Praha 1918, překlad Antonín Spáčil, v tomto překladu vydalo toto nakladatelství román ještě roku 1924.
- Ohněm i mečem, Josef R. Vilímek, Praha 1919, překlad Václav Kredba, v tomto překladu vydalo nakladatelství Josef R. Vilímek román ještě roku 1925 a nakladatelství Kvasnička a Hampl roku 1927 a roku 1933.
- Temnou pevninou, Bačkovský, Praha 1919, překlad Josef Smrčka,
- Potopa, Josef R. Vilímek, Praha 1921, překlad Václav Kredba, v tomto překladu vydalo tento román ještě nakladatelství Kvasnička a Hampl roku 1927.[19][20][21]
- Křižáci, Kvasnička a Hampl, Praha 1927, překlad Václav Kredba,
- Za chlebem a jiné povídky, Kvasnička a Hampl, Praha 1927, překlad František Vondráček,
- Na poli slávy, Kvasnička a Hampl, Praha 1928, překlad Václav Kredba,
- Pan Wołodyjowski, Kvasnička a Hampl, Praha 1928, překlad Václav Kredba,[22]
- Pouští a pralesem, Kvasnička a Hampl, Praha 1928, překlad František Vondráček,
- Selim Mirza a jiné povídky, Kvasnička a Hampl, Praha 1928, překlad Václav Kredba,
- Bez dogmatu, Kvasnička a Hampl, Praha 1929, překlad Václav Kredba,[23]
- Ve vírech, Kvasnička a Hampl, Praha 1929, překlad Václav Kredba,
- Bartek vítěz a jiné povídky, Kvasnička a Hampl, Praha 1929, překlad Václav Kredba a František Vondráček,
- Po stepích a jiné črty, Kvasnička a Hampl, Praha 1929, překlad Václav Kredba,
- Quo vadis, Kvasnička a Hampl, Praha 1929, překlad Václav Kredba, v tomto překladu vydalo toto nakladatelství román ještě roku 1936.
- Potulky Afrikou a jiné cestopisné črty, Kvasnička a Hampl, Praha 1930, překlad Václav Kredba,
- Potulky Amerikou, Kvasnička a Hampl, Praha 1930, překlad Václav Kredba,
- Rodina Polanieckých, Kvasnička a Hampl, Praha 1930, překlad Václav Kredba,
- Za chlebem a jiné povídky, Kvasnička a Hampl, Praha 1937, překlad Václav Kredba,
- Svatba v Athénách, Nakladatelské družstvo Máje, Praha 1938, překlad Josef Bečka, výbor z posmrtně vydané knihy Zapomenuté a nevydané spisy.
- Křižáci, Práce, Praha 1949, překlad Jaroslav Janouch, v tomto překladu vydalo nakladatelství Práce román ještě roku 1950, nakladatelství Naše vojsko roku 1955, SNKLHU roku 1959, Odeon roku 1971 a 1977, nakladatelství Sfinga roku 1995 a nejnověji nakladatelství Blok v Třebíči roku 2001 a 2008.
- Črty uhlem, Svoboda, Praha 1950, překlad Josef Rumler,
- Strážce majáku a jiné povídky, SNDK, Praha 1956, překlad Helena Teigová a Karel Málek, obsahuje Strážce majáku, Za chlebem, V Bělověžském pralese, Dvě cesty, Janko muzikant a Selim Mirza.
- Pouští a pralesem, SNDK, Praha 1957, překlad Karel Málek, znovu 1962 a 1967, Odeon, Praha 1971, Albatros, Praha 1974, 1982 a 1988, Hanácké nakladatelství, Vyškov 1991 a Akcent, Třebíč 2000.
- Potopa, SNKLHU, Praha 1957, překlad Vendulka Zapletalová, v tomto překladu vydalo ještě román roku 1968 nakladatelství Odeon, roku 1977 nakladatelství Svoboda, roku 1988 nakladatelství Vyšehrad a nejnověji roku 2005 nakladatelství Blok v Třebíči.
- Quo vadis, SNKLHU, Praha 1958, překlad Erich Sojka, v tomto překladu vyšel román ještě roku 1969 v nakladatelství Odeon a také v nakladatelství Vyšehrad, roku 1983 opět v nakladatelství Odeon, ve Vyšehradu opět roku 1986 a nejnověji v nakladatelství Český klub roku 1994 a 2003.
- Ohněm a mečem, SNKLU, Praha 1963, překlad Vendulka Zapletalová , v tomto překladu vyšel román ještě roku 1986 v nakladatelství Odeon a nejnověji roku 2003 v nakladatelství Blok v Třebíči.
- Pan Wołodyjowski, SNKLU, Praha 1965, překlad Vlasta Dvořáčková, v tomto překladu vyšel román ještě roku 1973 v nakladatelství Odeon, roku 1977 v nakladatelství Práce a roku 1983 a 1995 v nakladatelství Vyšehrad.
- Starý sluha a jiné povídky, Odeon, Praha 1975, překlad Karel Málek, Josef Rumler a Helena Teigová, obsahuje Starý sluha, Haňa, Selim Mirza, Črty uhlem, Honzík muzikant, Vítěz Bárta, Z pamětí poznaňského učitele, Za chlebem, Sachem a Strážce majáku.
- Na poli slávy, Melantrich, Praha 1988, překlad Anetta Balajková.
- Quo vadis, Omega, Praha 2013, překlad Václav Kredba.
- Ohněm a mečem, Omega, Praha 2013, překlad Václav Kredba.
- Křižáci, Omega, Praha 2013, překlad Václav Kredba.
- Pan Wolodyjowski, Omega, Praha 2014, překlad Václav Kredba.
- Potopa, Omega, Praha 2015, překlad Václav Kredba.
- Quo vadis, 2017, audiokniha, načetl Jaromír Meduna v edici Mistři slova
- Henryk Sienkiewicz ve světě politiky, Marceli Kosman (ed.), přeložila Michala Benešová, Praha: Academia 2018, ISBN 978-80-200-2763-4